# Parc national d'Åsnen
Le parc national d’Åsnen (Åsnens nationalpark) est un parc national de la Suède. 75% des 1 873 ha du parc sont aquatiques, constitués principalement par la partie occidentale du lac Åsnen. La partie terrestre est formée par de nombreux îles et îlots ainsi que certaines forêts et zones humides sur les rives du lac. Le paysage est plat, culminant à 25 m au dessus de la surface du lac sur l’île Bergön.
Les eaux du lac sont très poissonneuses ce qui à son tour attire une riche avifaune, justifiant son classement comme site Ramsar. Les forêts sont aussi riches, en particulier à Bjurkärr où elle a un caractère de forêt primaire, avec de nombreuses espèces d’insectes, de mousses et de lichens dépendantes de ces forêts anciennes et qui sont devenues rares dans le reste du pays.
Le parc ne compte aucun habitant permanent, mais ce ne fut pas toujours le cas. Sur l’île de Bergön, on peut voir une ancienne ferme qui fut abandonnée au XIXe siècle. Une voie ferrée passait aussi le long du lac, inaugurée en 1874, mais qui ne survécut pas à la concurrence du transport routier et disparut dans les années 1970.